# Núria Carreras i Jordi
Núria Carreras i Jordi és una política catalana, diputada al parlament de Catalunya en la VIII legislatura.
Militant del PSC-PSOE, fou escollida regidora de cultura de l'ajuntament de Banyoles a les eleccions municipals de 2007. En gener de 2010 va substituir en el seu escó José Antonio Donaire Benito, diputat al Parlament de Catalunya des de 2008 en substitució de Joan Manuel del Pozo i Àlvarez, elegit diputat a les eleccions al Parlament de Catalunya de 2006 i que havia renunciat per motius personals. En març ella mateixa va renunciar al seu càrrec municipal.